# Scharlachnatter
Die Scharlachnatter (Cemophora coccinea) ist eine ungiftige Natter aus dem Südosten der USA. Die Art gehört zu der Gattung Cemophora und ist in drei Unterarten aufgeteilt.

## Beschreibung
Scharlachnattern sind mit einer Größe von 36 bis 51 cm eine relativ kleine Schlangengattung. Sie sind hellgrau und haben auf der Rückseite rote Flecken, die schwarz umrahmt sind. Ihre Bauchseite ist gleichmäßig hellgrau. Da ihre Flecken sich teilweise bis zum Unterkörper ziehen und dadurch Streifen gebildet werden, kann sie leicht mit der Korallenotter oder der roten Königsnatter verwechselt werden.

## Lebensweise
Cemophora sind nachtaktiv und verbringen allgemein ihren Tag unter Blättern und Baumstämmen. Erst abends kommen sie aus ihrem Versteck, um auf Nahrungssuche zu gehen. Zu ihrer Nahrung gehören Eidechsen, kleine Nagetiere, Reptilieneier und andere Schlangen. Die Fortpflanzung der Tiere erfolgt während des Frühlings. Im Sommer legen sie gewöhnlich 3–8 Eier, aus welchen im frühen Herbst die kleinen Nattern schlüpfen.

## Unterarten

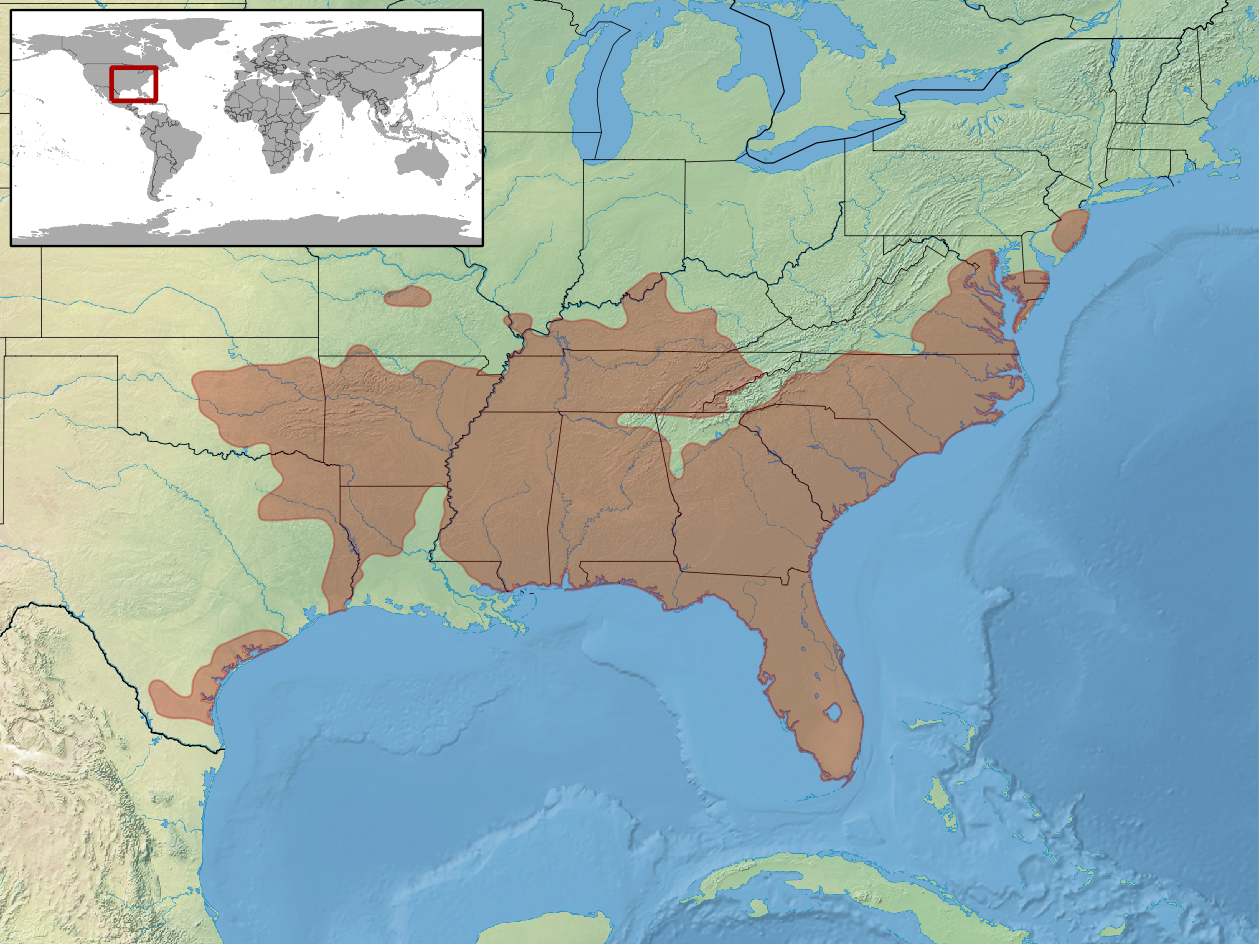
Verbreitungsgebiet nach IUCN

- Cemophora coccinea coccinea (Blumenbach, 1788)
- Cemophora coccinea copei Jan, 1863

Die früher ebenfalls als Unterart der Scharlachnatter eingestufte Texas-Scharlachnatter (Cemophora lineri (Williams, Brown & Wilson, 1966)) wird mittlerweile als eigenständige Art eingestuft.